# Horcajo de Santiago
Horcajo de Santiago ist eine Gemeinde mit 3.754 Einwohnern (Stand: 2024) in der Provinz Cuenca in der Autonomen Region Kastilien-La Mancha.

## Geographie
Der alte Teil der Stadt liegt auf einem Hügel oder einer Höhe, die zu zwei Wiesen oder Schluchten hin abfällt, so dass er teilweise auf dem Hügel und der Rest an seinen Hängen liegt, die in Richtung zweier Bäche abfallen, die Cantarranas oder Almanzor und Albardana genannt werden.
Der Beiname Santiago zeigt die ehemalige Abhängigkeit der weltlichen, kirchlichen und militärischen Ordnung der Siedlung vom Santiagoorden, der seinen Sitz im nächsten Dorf Uclés hatte.

## Bevölkerungsentwicklung
| 1842 | 1900 | 1950 | 1981 | 1991 | 2001 | 2011 |
| ---- | ---- | ---- | ---- | ---- | ---- | ---- |
| 2393 | 2870 | 4211 | 3560 | 3640 | 3440 | 4013 |

## Wirtschaft
Die Aktivität im industrielle Sektor ist spärlich und beschränkt sich auf kleine Familienbetriebe. Dominant sind Landwirtschaft, Dienstleistungen und der Bausektor.

## Persönlichkeiten
- Lorenzo Hervás y Panduro (1735–1809), Sprachgenie und Begründer der Historischen Linguistik